# (495253) Hanszimmer
(495253) Hanszimmer ist ein Asteroid des inneren Hauptgürtels. Er wurde am 30. Juli 2013 von den polnischen Amateurastronomen Michał Żołnowski und Michał Kusiak am Rantiga Osservatorio (IAU-Code D03) entdeckt. Das Rantiga Osservatorio hatten sie mit einem 40-cm-Spiegelteleskop im italienischen Dorf Tincana, das bei Carpineti liegt, eingerichtet und konnten es von Polen aus bedienen.
Der Asteroid wurde am 4. November 2017 nach dem deutschen Filmkomponisten und Musikproduzenten Hans Zimmer (* 1957) benannt. Kusiak und Żołnowski hatten ein Konzert Zimmers in Warschau besucht und waren so beeindruckt, dass sie einen Asteroiden nach Hans Zimmer benennen wollten.